# Google Meet
Google Meet (precedentemente noto come Hangouts Meet) è un'applicazione di teleconferenza sviluppata da Google. Insieme a Google Chat costituisce una delle due nuove versioni di Google Hangouts, che dall'ottobre 2019 Google ha ritirato.
Inizialmente Google Meet era un servizio di esclusivo uso commerciale. Tuttavia, da aprile 2020, a causa dell'emergenza COVID-19, il servizio è stato reso gratuito per tutti gli utenti, cosa che ha indirettamente provocato speculazioni sul fatto che la versione consumer di Google Meet ha accelerata la deprecazione di Google Hangouts.

## Storia

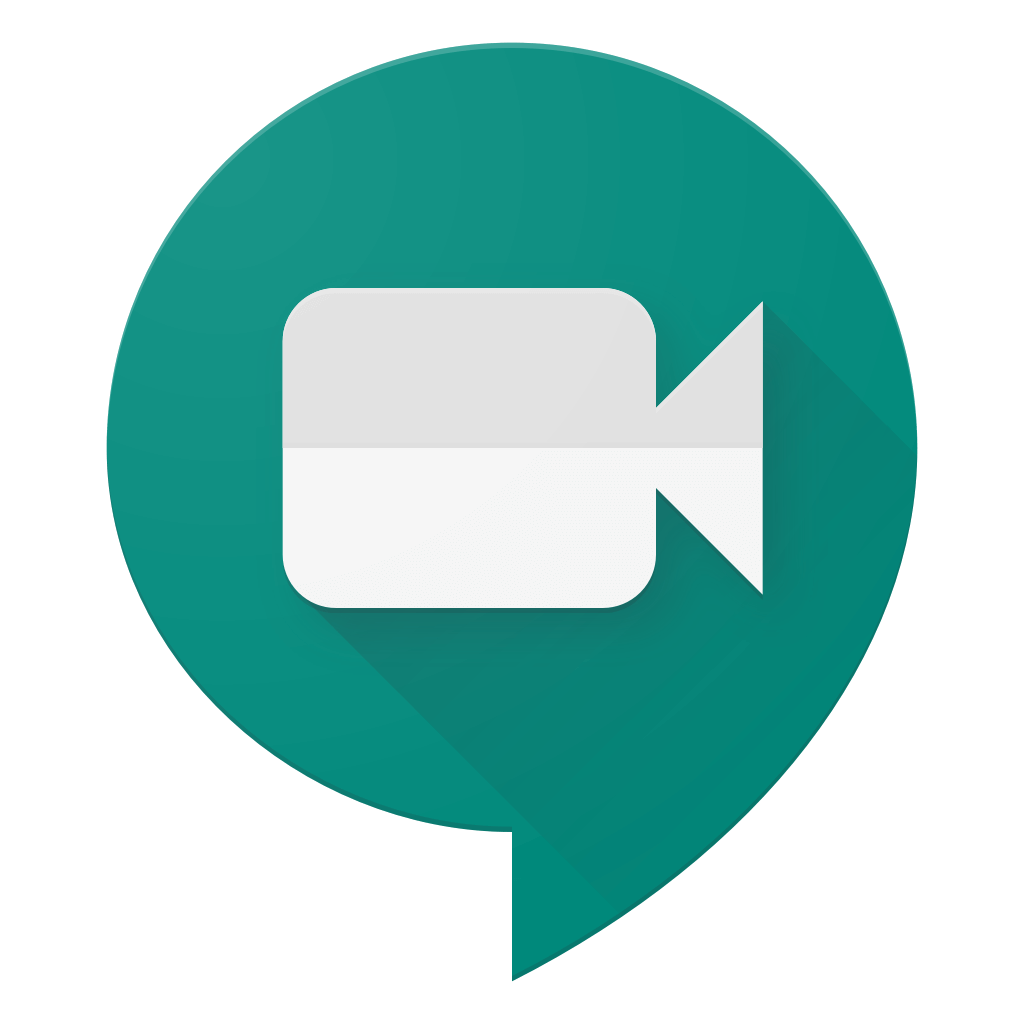
Logo di Google Meet fino ad Ottobre 2020

Dopo essere stata rilasciata in versione test (per un numero ristretto di utenti selezionati) e averla poi pubblicata come app su iOS a febbraio 2017, Google ha formalmente lanciato Meet nel marzo 2017. Il servizio è stato presentato come un'app di videoconferenza per un massimo di 30 partecipanti, e descritta come una versione aziendale di Hangouts. Al lancio definitivo, il servizio offriva un'app Web, un'app Android e un'app iOS. Le funzionalità per gli utenti di Google Workspace includono:
- Fino a 42 membri per chiamata per utenti di Google Workspace Basic, fino a 150 per utenti di Google Workspace Business e fino a 250 per utenti di Google Workspace Enterprise[9][10]
- Possibilità di partecipare alle riunioni dal Web o tramite l'app Android o iOS
- Possibilità di convocare riunioni con un numero di accesso esterno[9]
- Numeri di accesso protetti da password per gli utenti di G Suite Enterprise Edition
- Integrazione con Google Calendar per riunioni con un clic
- Condivisione dello schermo per presentare documenti, fogli elettronici o presentazioni[9]
- Chiamate crittografate tra tutti gli utenti[9]
- Sottotitoli in tempo reale basati sul riconoscimento vocale (non disponibile per tutte le lingue)
- Gli utenti gratuiti hanno alcune ulteriori limitazioni:
  - I creatori della riunione devono avere un account Google.[4]
  - Non possono registrare la chiamata

Mentre Google Meet ha introdotto le funzioni già citate per aggiornare l'applicazione Hangouts originale, alcune funzionalità Hangouts standard sono state deprecate, inclusa la visualizzazione simultanea dei partecipanti e la chat. Anche il numero di feed video consentiti contemporaneamente è stato ridotto a 8 (mentre fino a 4 feed possono essere mostrati in un layout a "riquadri"), dando la priorità ai partecipanti che hanno utilizzato il microfono più recentemente. Inoltre, funzionalità come la finestra di chat sono state modificate per sovrapporre i feed video, anziché ridimensionare quest'ultimo per adattarlo.

### Accesso libero
In risposta alla pandemia di COVID-19 di marzo 2020, Google ha iniziato a offrire le funzionalità avanzate di Meet che in precedenza richiedevano un account aziendale a chiunque utilizzasse G Suite o G Suite for Education. L'uso di Meet è cresciuto notevolmente tra gennaio e aprile 2020, con 100 milioni di utenti al giorno che accedono a Meet.

Logo di Google Meet da ottobre 2020 ad oggi

Fino a maggio 2020, era necessario un account G Suite per avviare e ospitare una videoconferenza su Meet, ma con una crescente domanda di videoconferenze a causa della pandemia di COVID-19, Google ha implementato l'accesso gratuito a Meet anche per i titolari di account per consumatori. A seguito dell'annuncio, il direttore della gestione dei prodotti di Google ha raccomandato ai consumatori di utilizzare Meet piuttosto che Hangouts. Meet consente di fare videoconferenze e viene usato sia per incontri di lavoro che per la didattica a distanza, in particolare dopo lo scoppio della pandemia di COVID-19 nel 2020.
Le chiamate Meet gratuite possono avere un solo host (creatore della videoconferenza) e fino a 100 partecipanti, rispetto al limite di 250 chiamanti per gli utenti di G Suite. e al limite di 25 partecipanti per Hangouts. A differenza delle chiamate di lavoro con Meet, le chiamate dei consumatori non possono essere registrate e archiviate. La società afferma che i dati dei consumatori di Meet non verranno utilizzati per la pubblicità mirata. Secondo quanto riferito, i dati sulle chiamate non vengono utilizzati a fini pubblicitari, sulla base di un'analisi della politica sulla privacy di Meet, Google si riserva il diritto di raccogliere dati sulla durata della chiamata, su chi partecipa e sugli indirizzi IP dei partecipanti.

## Descrizione
Google Meet, per uso desktop, è un prodotto software di tipo SaaS cioè un servizio usufruibile mediante browser: a differenza di altre piattaforme di virtual meeting non richiede alcun client installato. Invece, per i dispositivi mobili si può usare un'app (Google Meet). Per dispositivi desktop si può sempre trasformare la pagina web in una PWA.
Sui dispositivi mobili Android (6 +) e iOS non è necessaria l'app, ma basta avere Gmail e cliccare la telecamera in basso. Come per l'intero ecosistema Google, il servizio è integrato con Gmail e Google Calendar per programmare e notificare le call.
Recentemente gli utenti di Google Duo sono stati migrati a Google Meet, sia sui dispositivi mobili sia su desktop. In questo modo le due piattaforme si integrano tra loro e gli altri servizi Google, offrendo all'utente una piattaforma unica.
Gli utenti hanno bisogno di un account Google per avviare chiamate e, come gli utenti di G Suite, chiunque disponga di un account Google è in grado di avviare una chiamata Meet da Gmail.. Non è invece necessario un Account Google invece per partecipare alle chiamate. Le chiamate gratuite per riunioni non hanno limiti di tempo, ma saranno limitate a 60 minuti a partire da settembre 2020. Per motivi di sicurezza, gli host possono negare l'ingresso e rimuovere gli utenti durante una chiamata. A partire da aprile 2020, Google ha implementato un filtro audio con cancellazione del rumore e una modalità per la scarsa illuminazione.. Sono inoltre disponibili sfondi per personalizzare il retro del chiamante, che possono essere offertida Google o caricati dall'utente.
Google Meet utilizza protocolli proprietari per la transcodifica di video, audio e dati. Tuttavia, Google ha stretto una partnership con la società Pexip per fornire l'interoperabilità tra Google Meet e le apparecchiature e il software per conferenze basati su SIP/H.323. Poiché Meet viene eseguito in un browser e non richiede un'app o un'estensione, dovrebbe presentare meno vulnerabilità di sicurezza rispetto ai servizi di videoconferenza che richiedono un'app desktop.
Google Meet consente agli utenti in abbonamento di pubblicare su YouTube le proprie riunioni in modalità live streaming .